# Diego Palacios
Diego José Palacios Espinoza (Guayaquil, 12 juli 1999) is een Ecuadoraans voetballer die doorgaans als verdediger speelt. Hij verruilde Sociedad Deportiva Aucas in augustus 2019 voor Los Angeles FC.

## Carrière
Diego Palacios speelde in de jeugd van CS Norte América, waarna hij in 2014 een half jaar in de jeugd van Deportivo Azogues speelde. Hierna keerde hij weer terug bij Norte América, waarna hij na één maand weer naar Deportivo Azogues vertrok, waar hij drie maanden speelde. Na in 2016 weer een maand in de jeugd van CS Norte América gespeelde te hebben, vertrok Palacios naar SD Aucas. Hier zat hij in het seizoen 2016 één wedstrijd in de Serie A op de bank bij het eerste elftal. Aucas degradeerde naar de Serie B, waar Palacios in het seizoen 2017 veertig wedstrijden speelde. Aucas eindigde op de tweede plaats en promoveerde weer naar de Serie A. Halverwege het seizoen 2018, aan het begin van het Nederlandse seizoen 2018/19, werd hij tot medio 2019 aan Willem II verhuurd.

## Clubstatistieken
| Seizoen | Club                     | Competitie          | Competitie | Competitie | Beker | Beker | Internationaal | Internationaal | Overig | Overig | Totaal | Totaal |
| Seizoen | Club                     | Competitie          | Wed.       | Dlp.       | Wed.  | Dlp.  | Wed.           | Dlp.           | Wed.   | Dlp.   | Wed.   | Dlp.   |
| ------- | ------------------------ | ------------------- | ---------- | ---------- | ----- | ----- | -------------- | -------------- | ------ | ------ | ------ | ------ |
| 2017    | Sociedad Deportiva Aucas | Serie B             | 40         | 1          | 0     | 0     | –              | –              | 0      | 0      | 40     | 1      |
| 2018    | Sociedad Deportiva Aucas | Serie A             | 23         | 0          | 0     | 0     | –              | –              | 0      | 0      | 23     | 0      |
| 2018/19 | → Willem II              | Eredivisie          | 27         | 0          | 5     | 0     | –              | –              | 0      | 0      | 32     | 0      |
| 2019    | Los Angeles FC           | Major League Soccer | 2          | 0          | 0     | 0     | 0              | 0              | 0      | 0      | 2      | 0      |
| 2020    | Los Angeles FC           | Major League Soccer | 13         | 0          | 0     | 0     | 5              | 0              | 5      | 0      | 23     | 0      |
| 2021    | Los Angeles FC           | Major League Soccer | 7          | 0          | 0     | 0     | 0              | 0              | 0      | 0      | 7      | 0      |
| Totaal  | Totaal                   | Totaal              | 112        | 1          | 5     | 0     | 5              | 0              | 5      | 0      | 127    | 1      |

Bijgewerkt tot/en met 17 juli 2021.

## Interlandcarrière
Palacios nam met Ecuador –20 deel aan zowel het Zuid-Amerikaans kampioenschap –20 van 2019 als het WK –20 van 2019. Anno 2021 maakt hij deel uit van het eerste elftal van Ecuador.